# Забайкальський військовий округ
Забайка́льський військо́вий о́круг (ЗабВО, в/ч 23284) (рос. Забайкальский военный округ) — оперативно-стратегічна одиниця військово-адміністративного поділу, один з військових округів Збройних сил Радянського Союзу та Збройних сил Росії, що існував у період у 1921–1922, 1935–1941, 1947–1998 на території Східного Сибіру.

## Історія

### Передвоєнні роки
Забайкальський військовий округ був утворений 3 листопада 1921 року на базі існуючих з серпня 1921 Східно-Забайкальського окружного управління та 1-ї Забайкальської армії. Розформований 2 травня 1922 року. Війська округу, основу яких становила 1-ша Забайкальська армія, брали активну участь у розгромі банд барона Унгерна, генерала Каппеля і білогвардійських загонів, що діяли у Забайкаллі і Монголії. З 12 червня 1924 війська і воєнні установи, розташовані у Забайкаллі, були включені до складу Сибірського військового округу.
У 1929 під час конфлікту на Китайсько-Східної залізниці (КВЖД) ряд з'єднань і частин колишнього ЗабВО у складі Особливої Далекосхідної армії, створеній відповідно до постанови Реввоєнради СРСР від 6 серпня 1929, брав участь у розгромі китайсько-маньчжурських мілітаристів.
Знов утворений 17 травня 1935 року на базі Забайкальської групи Особливої Червонопрапорної Далекосхідної армії (ОДКВА), включав територію Східно-Сибірського краю і Якутської АРСР. До складу округу з ОКДВА були виділені 11-й механізований корпус, 5-й важкий авіаційний корпус, три стрілецькі та дві кавалерійські дивізії, Забайкальський УР. Управління округу знаходилося у м. Чита.
Улітку 1939 війська округу разом із частинами монгольської Народно-революційної армії брали участь у бойових діях проти японських загарбників у р-ні р. Халхин-Гол. У цих боях воїни-забайкальці проявили мужність і відвагу, показали відмінну бойову виучку, уміння застосовувати різноманітну військову техніку у важких умовах пустельної місцевості.
За відмінність у боях 6 з'єднань і частин були нагороджені орденом Леніна, а 19 — орденом Червоного Прапора. Понад 17 тис. воїнів нагороджені орденами й медалями, а 70 присвоєне звання Героя Радянського Союзу. Льотчики Я. В. Смушкевич, Г. П. Кравченко й С. І. Грицевець першими в СРСР сталі двічі Героями Сов. Союзу. Крім того, 326 радянських воїнів були визнані гідними урядів, нагород Монгольської Народної Республіки.
У липні 1940 у складі ЗабВО були сформовані 10-та і 17-та, а у липні 1941 — 36-та армії.
15 вересня 1941 року на базі ЗабВО був створений Забайкальський фронт.

### Після Другої світової війни
Знов округ був утворений 25 травня 1947 року при розділенні Забайкальсько-Амурського військового округу. Включив території Читинської області, Бурят-Монгольської АРСР і частини Хабаровського краю (без Камчатки і Сахаліну).
До 1953 року знаходився у підпорядкуванні Головного командування військ Далекого Сходу. У 1953 після скасування Східно-Сибірського військового округу в ЗабВО включені Іркутська область і Якутська АРСР. З того часу територія ЗабВО залишалася незмінною.
У підпорядкуванні округа знаходилося угрупування радянських військ в Монголії.
У 1979—1992 округ знаходився під стратегічним керівництвом Головного командування військ Далекого Сходу.
10 вересня 1994 року 213-й окружний навчальний центр був перетворений на 168-му окрему мотострілецьку бригаду (м. Борзя).
1 грудня 1998 року Забайкальський військовий округ був об'єднаний з Сибірським військовим округом. Бурятія, Читинська і Іркутська області увійшли до складу Сибірського військового округу (який став правонаступником ЗабВО), а Якутія — до складу Далекосхідного округів. У зв'язку з об'єднанням в 1998 році Сибірського і Забайкальського військових округів правонаступником історії ЗабВО, що бере свій початок з 1935 року, згідно з рішенням Міністерства оборони РФ став новий (об'єднаний) Сибірський військовий округ, а історичної спадщини колишнього СибВО, офіційною датою утворення якого є 6 серпня 1865 року, — 41-ша загальновійськова армія, управління якої було сформоване на базі колишнього СибВО. Штаб нового СибВО, як і колишнього ЗабВО, знаходиться у Читі.

## Структура
- 55-й армійський корпус, м. Борзя
- 57-й армійський корпус, м. Улан-Уде

### Командування
- Командувачі:
  - Сєришев Степан Михайлович (1921);
  - Лапін Альберт Янович (1921—1922);
  - комкор Грязнов Іван Кенсоринович (1935—1937);
  - командарм 2 рангу Великанов Михайло Дмитрович (1937);
  - комкор Єфремов Михайло Григорович (1937—1938);
  - комкор Яковлєв Всеволод Федорович (1938);
  - комкор, з червня 1940 генерал-лейтенант Ремізов Федір Микитович (1938—1940);
  - генерал-лейтенант Конєв Іван Степанович (1940—1941);
  - генерал-лейтенант Курочкін Павло Олексійович (1941);
  - генерал-полковник Коротеєв Костянтин Аполлонович (23.05.1947-12.1949)
  - генерал-полковник Гусєв Дмитро Миколайович (12.1949-02.1952)
  - генерал-полковник Троценко Юхим Григорович (12.1952-12.1956)
  - генерал-полковник Лелюшенко Дмитро Данилович (12.1956-08.1958)
  - генерал-полковник Крейзер Яків Григорович (08.1958-05.1960)
  - генерал-полковник Алексеєв Дмитро Федорович (06.1960-08.1966)
  - генерал армії Білик Петро Олексійович (08.1966-12.1978)
  - генерал армії Салманов Григорій Іванович (12.1978-1984)
  - генерал армії Постников Станіслав Іванович (1984—1987)
  - генерал-полковник Бетехтін Анатолій Володимирович (1987—1988)
  - генерал-полковник Семенов Володимир Магомедович (1988-09.1991)
  - генерал-лейтенант Третяков Валерій Степанович (1991—1996)
  - генерал-полковник Кормільцев Микола Вікторович (1996—1998).